# BornholmerFærgen
BornholmerFærgen (tidl. Bornholmstrafikken) var en del af det danske rederi Danske Færger A/S, i daglig tale Færgen, og BornholmerFærgen stod for den primære færgefart mellem Bornholm og det øvrige Danmark via overfarterne Rønne-Ystad og Rønne-Køge. I perioden fra april - oktober besejlede rederiet desuden ruten mellem Rønne og Sassnitz på Rügen i Tyskland.
Rederiet varetog på vegne af Staten den samfundsbegrundede sejlads til/fra Bornholm og besejlede derfor øen dagligt året rundt. Kontrakten med Staten løb frem til 31. august 2018, hvorefter besejlingen overgik til Molslinjen under navnet Bornholmslinjen.
Langt de fleste af BornholmerFærgens kunder benytter i dag overfarten til Ystad i Sverige, hvorfra der er videre forbindelse til tog og bus (Bornholmerbussen) til Københavns Hovedbanegård.
Rederiet Færgen er ejet 50/50 af Staten og Danmarks næststørste rederi Clipper Group A/S. Ud over BornholmerFærgens overfarter, så varetager rederiet også sejladsen på AlsFærgen (Bøjden - Fynshav), FanøFærgen (Esbjerg - Fanø), LangelandsFærgen (Spodsbjerg - Tårs) og SamsøFærgen (Ballen - Kalundborg). Administrationen af alle rederiets ruter varetages af administrationen i Rønne.
BornholmerFærgen hed fra 1876 Dampskibsselskabet af 1866 og færgerne blev derfor af mange bornholmere kaldt 66-bådene. Selskabet blev i 1973 overtaget af Staten og skiftede i den forbindelse navn til BornholmsTrafikken, hvorfor skibsoptegnelser dette år angiver handel fra 66-bådene via Danske Statsbaner til Bornholmstrafikken.
Siden rederiets opstart tilbage i 1866 og frem til 2004 blev der sejlet mellem Rønne og København, men fra 1. oktober 2004 blev ruten fra politisk side omlagt til Køge.
I 2005 skiftede rederiet status og blev igen et aktieselskab, ejet 100 % af Staten.
I 2007 oprettede Clipper Group A/S og det daværende Bornholmstrafikken rederiet Nordic Ferry Services, der i første omgang vandt sejladsen mellem Sælvig og Hou.
I 2010 fusionerede de tre rederier Bornholmstrafikken A/S, Sydfyenske Dampskibsselskab A/S og Nordic Ferry Services A/S og blev herefter lagt ind under Danske Færger A/S (i daglig tale rederiet Færgen).

## Rederiets historie
Fra 1857 blev ruten Rønne-København besejlet med den dårligt egnede hjuldamper Mercur med kælenavnet Varpelars, fordi den ofte skulle "varpes" ind i havnen ligesom sejlskibe i stille vejr. En gruppe af Bornholms fremtrædende mænd blev enige om at etablere et rederi med et egnet dampskib til ruten, da bornholmerne blev mere og mere afhængige af kontakt til resten af Danmark. Derfor indrykkede gruppen den 14. november 1865 en opfordring i Bornholms Avis for at skaffe startkapital på 60.000 rigsdaler ved aktietegning. Skibet skulle sejle 60 ture i løbet af ni måneder og lægges op om vinteren.
Den 14. februar 1866 var der konstituerende generalforsamling på Rønne Rådhus, og selskabet afgav ordre på et skib hos Burmeister og Wain. 1. november samme år var skibet klar, og jomfruturen til Bornholm d. 3 november forløb uden problemer trods kraftig storm.
Ved århundredskiftet havde rederiet fire skibe på ruten, og der var om sommeren et skib til overs til lystture til Sverige, Christiansø, Stockholm, Oslo eller sågar en enkelt gang til London.
Til trods for de fire skibe og den stærkt øgede persontrafik, blev passagerlisten trykt i avisen.
I 1881 og endnu værre i 1888 var der problemer om vinteren, hvor skibene lå stille i mange uger. Når de endelig afgik, sejlede de fra iskant til iskant, hvorfra redningsbådene blev trukket over isen ind til land, hvor besætningen hentede livsnødvendige forsyninger og kul til kedlerne. Blandt andet satte Heimdal sig fast i isen ved Ystad d. 16. marts 1888, og ingen på Bornholm vidste, hvad der blev af den, før den pludselig lå ud for Rønne d. 2. april. Der havde ikke været andre sejlende i nærheden, der kunne bringe meldinger til Bornholm.
I begyndelsen af 1900-tallet steg gods- og passagermængderne så meget, at kulfyrede dampskibe ikke kunne tilfredsstille behovet. Rederiet holdt nu trit med udviklingen, både med dieseldrevne skibe, radar, radio og anden mekanik og teknik, og de nyere dieseldrevne skibe blev bygget med skrog, der mindede om isbryderes, så de bedre kunne sejle om vinteren.

## Rederiets færger
Rederiet har haft flere færger, der var navngivet efter steder, og fra 1950'erne blev mange opkaldt efter bornholmske frihedskæmpere eller stednavne. Desuden har rederiet brugt andre skibe i korte perioder. Et brud på traditionen er Leonora Christina, der også på Bornholm forbindes med landsforræderen Corfitz Ulfeldt, fængsling på Hammershus og flugtforsøg fra Bornholm. Navnet Leonora Christina er en hån mod bornholmerne, siger flere jurister som Ditlev Tamm og historikere som Steffen Heiberg og Ebbe Gert Rasmussen. Navnet efter det litterære ikon Leonora Christina er rimeligt, siger fem danske forfattere som Ib Michael og Bodil Wamberg.
Navnet er af bornholmere foreslået ændret til Marie Kofoed, den bornholmske legatstifter og filantrop, og de har fået løfte om en afstemning.
Ikke alle færger er med endnu (06-10-10)
- S/S Skandia (Leveret: 1. november 1866, solgt: 1898, til Sverige omkring 1899) Skruedampskib til passagerer og gods. Rederiets første skib, bygget på B&W, bestilt i februar samme år. 60 hestekræfter og 87 køjepladser.
- S/S Heimdal (Leveret: 1873, solgt: 1908) Skruedampskib til passagerer og gods. Bygget på B&W, pris knapt 100.000 rigsdaler. Der var 100 køjer.
- S/S Hjalmar (Leveret: 1881, Solgt: 1904)
- S/S Thor (Leveret: 1886, Solgt: 1912)
- S/S Bornholm (Leveret: 7. august 1899 Solgt: 1924) Skruedampskib. Bygget på B&W, 90 køjepladser. Pris 317.000 kr. Senere omdøbt til Østersøen, endnu i drift i 1952, primært til turistfart.
- S/S Skandia (Leveret: 1906, Solgt: 1917),
- M/S Ørnen (Leveret: 1909, Solgt: 1929),
- S/S Heimdal (Leveret: 1914, Solgt: 1935),
- M/S Frem (Leveret: 1924, Solgt: 1953)
- M/S Bornholm (Leveret: 1930, Solgt: 1940),
- M/S Hammershus (Leveret 1936: Solgt:1963) Muligvis søsterskib til første Rotna. 4 august 1940 beskadiget i Øresund, hvor den påsejlede en mine. Efterfølgende repareret. I 1944 beslaglagt af tyske tropper og omdøbt til Buea. I 1946 tilbageleveret til selskabet efter i ca. et år at have været brugt af de allierede styrker, der havde fundet skibet i Flensborg Fjord. I december 1963 solgt til Søværnet og afleveret til Orlogsværftet i København, der ombyggede færgen til moderskib for ubåde, indgået januar 1964 med navnet Henrik Gerner (Natonummer A 542). Udrangeret i 1975 og solgt til ophugning i Odense.
- S/S Østersøen (se S/S Bornholm (1899)), (Leveret 1936: Solgt:1953),
- M/S Rotna (Købt:1940 Solgt:1969) Kapacitet 900-1100 passagerer alt efter kilde. 231 køjer. 20-25 bilpladser. Længde 81,89 m, bredde 12,91 m dybgang 4,3 m, 1836 Bruttoregistertons (BRT), 1112 Nettoregistertons (NRT), 530 tons dødvægt (TDW). Hovedmaskine: 1 stk. 7-cylindret B&W 2SA (500*900) 750-WF-90. 3000 HK, topfart 15 knob. Bygget i 1940 på B&W, indsat 20 maj 1940 mellem København og Rønne. Oplagt i Rønne mellem 1940 og 1945 pga. anden verdenskrig. Svært beskadiget 7. maj 1945 som følge af russiske luftangreb. Repareret på B&W. Herefter igen indsat på samme rute. I 1964 omdøbt til Hammershus, men i 1965 ændredes navnet tilbage til Rotna. I 1969 solgt til Eckhardt og Co., Hamburg, Brd. I 1970 videresolgt til Barcelona som flydende hotel hos hotelkoncernen Villa Nova. Maskineriet udtaget forinden. 28 marts totaltforlist under bugsering.
- S/S Ella (Leveret 1942: Solgt:1955),
- M/S Kongedybet (Leveret: 1952 Solgt: 3 oktober 1978) Bygget på B&W. Kapacitet: 1400 passagerer og 24 personbiler. Motor: 7 cylindret B&W 50-VTF-110. Længde: 85,94 m, Bredde: 13,25 m, dybgang 4,3 m. 2314 BRT, 1386 NRT, 565 TDW. Hastighed 15,25 knob. Solgt til Guangdong Province, Hong Kong & Macau Navigation Co. i Guangzhou, Kina, hvor den sejlede under navnene Bao Feng og Ding Hu, inden den i 1996 blev ophugget i Hong Kong.
- M/S Østersøen (skib fra 1954) (Leveret: 1954 Udchartret: 1962-1973 Solgt: 1973) Skrog bygget på Svendborg Værft, udrustning fra B&W. Kapacitet: 500 passagerer og 24 personbiler, udvidet i 1960 med 7 meter, herefter 700 pass. og 50 biler. 2.000 HK (1472 KW). Besejlede blandt andet ruten Allinge-Simrishamn. Udchartret til Skagen-Göteborg-ruten fra 1962 til 1973, hvor skibet blev solgt til Raselco Shipping Co Ltd, Nicosia, Cypern, hvor skibet sejlede rutefart til 1993. Herefter solgt til Phetouris Shipping Co, Limassol, Cypern, der har brugt skibet som pilgrimsskib på Rødehavet, inden det i 1996 blev ophugget i Brindisi, Italien.
- M/S Thorkild Lund (Leveret 1960: Solgt:1964), Opkaldt efter selskabets direktør, Thorkild Lund
- M/S Bornholm (Leveret:1961 Solgt: december 1980) Bygget på B&W. Kapacitet: 1.500. Dog op til 1.800 i indenrigs dagfart. Uvíst om dette tal er før eller efter ombygninger i 1965 og 1969. 80 personbiler (Efter 1969). Motor: B&W 850-VTBF-110 med 4600 HK. Længde: 98 m, bredde: 15,7 m, dybgang: 4,6 m. fart: 16,5 knob. Primært København-Rønne-ruten i sæsonen, men udenfor sæson brugt som krydstogtskib til blandt andet London, Bruxelles, Jersey, Leningrad, De Kanariske Øer m.v. samt udchartret til forskellige atypiske engangsopgaver. Det var fx Bornholm, der i oktober 1963 bragte hovedparten af indbyggerne på Tristan da Cunha tilbage til deres ø fra London, derfor gengivet på flere frimærker fra Tristan da Cunha. Oplagt i Københavns Frihavn 27. december 1978 efter indsættelsen af M/F Povl Anker. Solgt i 1980 til det kinesiske statsrederi Cosco under navnet Min Zhu (kinesisk for demokrati). Solgt i 1987 til Zhuo Shan Island Shipping Company og omdøbt til Pu Tou Shan. Ophugget i Kina 2001 hos Chang Shun Shipping Demolition Company, Zhang Jiagang, Kina
- 66-Paketten (Leveret 1966: Solgt:1980), (Jubilæums skib 1866 – 1966)
- M/S Bornholmerpilen (Leveret: 1963 Solgt: september 1971) Bygget hos Jos. L. Meyer Papenburg-Ems. Kapacitet: 900 passagerer og 74 personbiler. Ombygget i 1970 til at kunne medtage to rækker lastbiler på vogndækket. Motor: 2 stk 8-cylindrede Deutz RBV 8M 358 på i alt 4400 HK. Længde: 80,8 m, bredde: 14,14 m, dybgang: 4,10 m. 1999,89 BRT, 797,08 NRT, 533 TDW. Fart: 17 knob. Solgt i 1971 til Jadranska Linijska Providba i Rijeka, Jugoslavien og omdøbt til Ilirija med rutefart Rijeka-Dubrovnik. I 1991 solgt til Javno Poduzere Jadrolinija P.O i Rijeka, Kroatien med samme rute og navn. I 1997 solgt til Karden Line i Istanbul, Tyrkiet med navnet Kargem til rutefart Trabzon-Ukraine. 31 maj 1998 til 2000 på værft efter kollision med bulkcarrier Bunga Orkid Tiga og herefter solgt til Kardem Lines (Fergun Denizcilik), Girne, Tyrkiet til rutefart Tyrkiet-Nord Cypern. Samme år omdøbt til Avraysa II og indsat i rute Trabzon-Sotchi. I 2006 solgt til tyrkiske ophuggere, der under navnet Avraysa sejlede skibet til Aliaga i Tyrkiet, hvor det i august 2006 ankom til ophugning.
- M/S Hammershus (se M/S Rotna (1940)), Charteret fra Det Østbornholmske Damskibselskab
- M/S Isefjord, Charteret skib
- M/F Hammershus (Leveret: 1965 Solgt: april 1993) Opkaldt efter borgen Hammershus på Nordbornholm. Bygget hos Jos. L. Meyer, Papenburg, Vesttyskland. Kapacitet 1000 passagerer og 78 personbiler. Motor: 2 stk. Deutz diesel på i alt 8000 HK. Længde: 86,9 m, bredde: 16,04 m, dybgang: 4,2 m. 3050 BRT, 1555 NRT, 660 TDW. Fart: 17 knob. I 1973 sejlet sammen med TT-Line, Vesttyskland på Rønne-Travemünde. Oplagt fra forår 1991 til april 1993, dog indsat to måneder i 1992 på grund af maskinhavari på færgen Peder Olsen. Solgt i april 1993 til Hellenic Mediterranian Line, Grækenland under navnet Cynthia I til rutefart Brindisi-Korfu-Igoumenitsa-Patras. Solgt maj 1994 til United Shipping Co. Panama, Kroatien til forskellige ruter inden ophugning i Indien i 2005.
- M/F Rotna (Bygget i 1962 som Kalle), Købt i 1971 og døbt til "Rotna", Solgt: december 1978) Købt fra Juelsminde Kalundborg Linjen A/S hvor den sejlede under navnet M/F Kalle. Bygget på Adler Werft GmbH. Bremen, Vesttyskland. Kapacitet: 1200 passagerer og 120 personbiler. Motor: 4 stk. 9 cylindrede MAN 4SA (300x450) på i alt 5240 HK. Længde 88,1 m, bredde: 16,2 m, dybgang: 4,2 m. 2301 BRT, 1043 NRT, 687 TDW. Fart: 16,5 knob. Solgt december 1978 til Sea Malta Ltd., Valletta, Malta under navnet Ghawdex til rutefart mellem hovedøen Malta og naboøen Gozo. Senere brugt på andre ruter for samme rederi og i 1995 nedgraderet til godsfærge, men dog i spidsbelastninger brugt til passagerfart på ruten Mgarr-Cirkewwa. Udrangeret 2000 og gennem flere handler endt i Aliaga, Tyrkiet til ophugning under navnet Virgem De Fatima i 2002.
- M/F Povl Anker (Leveret: December 1978 – sejler stadig). Søsterskib til M/F Jens Kofoed. Bygget på Aalborg Værft A/S. Kapacitet: 1500 passagerer, heraf 336 i køjer og ca. 262 personbiler eller 26 vogntog. Skibet blev klassificeret I 3/3 E,Deep Sea Car Ferry ICE II, der betyder, at de må sejle i alle farvande og er klasse 2 isbrydende. Motor: 4 Alpha-dieselmotorer på hver 3.118 HK=12.472 HK. Længde: 121,17 m, bredde: 24,5 m, dybgang: 5,15 m. 12.131 BRT, 4305 NRT, 1600 TDW. Fart: 19-20 knob. Opkaldt efter Povl Hansen Anker, der var sognepræst i Rutsker og Hasle og aktiv i oprøret mod det svenske styre i 1658. Færgen er i oktober 2006 brugt som kulisse til filmen Til døden os skiller instrueret af Paprika Steen.
- M/F Jens Kofoed (Leveret: 1979 Solgt: 28. april 2005) Som M/F Povl Anker. Sejler pr. 15. februar 2006 på ruten Eckerö – Grisslehamn under navnet Eckerö for Rederi AB Eckerö. Opkaldt efter Jens Pedersen Kofod, der ligesom Povl Hansen Anker var aktiv i kampen mod det svenske styre og var svoger til Villum Clausen.
- M/F Julle, Chartret
- M/F Peder Olsen (Chartret fra: 1991 til: 2000) Midlertidig erstatning da M/F Hammershus blev taget ud af drift og solgt i 1993. Tidligere kendt under navnene Kattegat II, Kalle III, The Viking og Wasa Prince, inden den kom til Bornholm. Bygget i 1974 hos Schichau-Unterweser AG, Bremerhaven, Vesttyskland. Kapacitet: 1500 passagerer og 370 personbiler. Alternativt 130 personbiler og 46 lastbiler. Motor: 2 stk. MAN diesel type: V6V 40/54 på i alt 13.400 HK. Første bornholmerfærge med 3 bildæk, men til gengæld ingen køjepladser, hvilket gjorde den hadet blandt rejsende med natruten til København. Efter Bornholmstrafikkens brug solgt til Fion SpA., Napoli, Italien og omdøbt til MS Moby Lally. Hos Bornholmstrafikken opkaldt efter Peder Olsen, der også var aktiv i oprøret mod svenskerne.
- M/S Gute, Chartret
- HSC Villum Clausen (Leveret:2000) Hurtigfærge (katamaran) Kapacitet ca 215 personbiler og 1055 passagerer, krav om siddepladser til alle. Topfart 48 knob / 89 km i timen. Optaget i Guinness Rekordbog for sin topfart og for længste tilbagelagte distance på 24 timer ved sejladsen fra værftet Austal Ships i Australien til Danmark. Villum Clausen var svoger til Jens Pedersen Kofod, og det var Villum Clausen, der skød den svenske kommandant Johan Printzensköld, da denne søgte at undslippe arrestation.
- M/S Dana Hafnia, Chartret
- M/S Clare, Chartret
- M/F King Of Scandinavia, Chartret
- M/S Bore Mari, Chartret
- M/S Rügen, Chartret
- M/S Vilja,
- M/S Dueodde (Leveret: april 2005 samtidig med Hammerodde, Solgt: 2010 til Straightsman Shipping) bygget på Volharding Shipyards i Harlingen for Merwede værftet i Henrik Ido Ambacht, Nederlandene og identisk med M/S Hammerodde herover. Dueodde er Bornholms sydligste spids, blandt andet kendt for det fine, hvide sand, der har været populært i timeglas. M/S Dueodde blev solgt i juni 2010, og taget ud af tjenesten per 10. oktober 2010.
- M/S Hammerodde, (Leveret april 2005 samtidig med Dueodde Solgt: 2018 til Stena Line) bygget på Merwede værftet i Henrik Ido Ambacht, Nederlandene og identisk med M/S Dueodde. Kapacitet 1235 m bildæk, 400 passagerer, 108 køjer i 60 kahytter. Klassificering: 100A1 RORO Passenger Ship LMC, UMS. Hammerodde er Bornholms nordligste spids.
- M/F Skania, Chartret for 2010 og 2011
- HSC Leonora Christina. IMO 9557848: Bygget på Austal Ships værftet i Australien. Længde er 112,6 meter; 26,2 meter bredt og 8,5 meter dyb.

Vægten er: 6.402 Bruttoregistertonage (BRT) og 500 Nettoregistertonage (NRT) og kan bære 1000 tons død vægt. Den sejles med 37 knob. Den kan have 1400 passagerer om bord og 357 biler fordelt over tre bildæk. Brændstoftanken indeholder 160.000 liter. Hun er taget i fart 22. juni 2011 på ruten Rønne – Ystad – Rønne.

## Trivia
Efter bornholmsk modstand mod at opkalde færgen efter en, der i 1663 blev fængslet som medskyldig i sin mand, Corfitz Ulfeldts, højforræderi gik rederiet, efter råd fra trafikministeren, med til en afstemning, men krævede at Leonora Christinas navn skulle med på stemmesedlen, og at færgen kun måtte opkaldes efter en kvinde med bornholmsk tilknytning. På 21. februar 2011 blev der nævnt fem navne. Der kunne stemmes på:
1. Anne Boel (? – 6. juni 1652)
2. Gertrud Vasegaard (23. februari 1913 – 2007)
3. Kronprinsesse Mary (5. februar 1972)
4. Leonora Christina (8. juli 1621 – 16. marts 1698)
5. Marie Kofoed (1760 – 1838)

Resultatet blev at 50,22% af de godkendte stemmer gik til Leonora Christina. Alle var stemmeberettigede. Af personer bosiddende på Bornholm, der afgav stemme, stemte 54,73% på Leonora Christina.
Visen "I den mellemste køje" (https://www.youtube.com/watch?v=C518makCWbg), skrevet til, og sunget af Osvald Helmuth i Fønixrevyen 1936, handler om en opdigtet rejse mellem København og Rønne.  